# 有馬 (川崎市)
有馬（ありま）は、神奈川県川崎市宮前区の町名。現行行政地名は有馬1丁目から有馬9丁目で、住居表示実施済み区域。面積は1.52km²。

## 地理
宮前区の南部に位置し、国道246号が域内を横断している。一帯は多摩田園都市の一部として住宅地となっているが、わずかに果樹園などもみられる。また、宮前区唯一の高等学校である神奈川県立川崎北高等学校も所在している。
北西部～北部では国道246号とその旧道を境界として、鷺沼、小台や馬絹と、東部では東有馬と接する。南部では横浜市都筑区のすみれが丘・牛久保・牛久保町・あゆみが丘と接する（特記のない町名は宮前区所属）。

### 地価
住宅地の地価は、2025年（令和7年）1月1日の公示地価によれば、有馬1-15-15の地点で37万円/m²、有馬3-9-9-2の地点で26万5000円/m²、有馬8-18-7の地点で32万6000円/m²となっている。

## 歴史
「有馬」の名は1559年（永禄2年）、小田原北条氏の家人、窪田氏の所領として登場する。その後、江戸時代には「有間」と表記されたが、明治以降は「有馬」に戻っている。
江戸時代には、新編武蔵風土記稿に、家が96件あり、それが東西に散在している旨が書かれているが、そのうち西側が現在の有馬にあたる。また、泥田のため苗代を使わない稲作が行われていたほか、水源が谷間の清水しかないため、二箇所のため池を作っていたなど、稲作に苦労する土地であり、副業として炭焼きも行われていた。また、江戸時代を通じて旗本の曽根氏と遠山氏の相給であったが、新田は天領となった。
明治以降は養蚕も行われ、大正時代にはクリが名産となったり、野菜の栽培も行われるようになっていったが、戦時中には多くの土地が軍用地として接収された。戦後には軍用地も返還されたが、その直後に多摩田園都市計画が始まり、農地のほとんどが宅地へと変貌を遂げていった。

### 名称の由来
下記のようないくつかの説があるものの、はっきりとはしていない。
- 「山間の土地」という意味[6][10]
- 隣接する馬絹同様、乗馬に関係のある土地だとする説[6][10][11][12][13]
- 平安時代の勅旨牧である「石川牧」に由来するという説[11][12]

### 沿革
- 1559年（永禄2年） - 小田原北条氏の家人、窪田氏の所領となっていた。
- 江戸時代 - 矢倉沢往還が整備される。
- 天保期以降 - 川崎宿の加助郷を務める[14]。
- 1868年（明治元年）12月 - 神奈川県所属となる。
- 1874年（明治7年） - 大区小区制の施行により、当地は第5大区第5小区に属する。
- 1889年（明治22年） - 町村制施行により、有馬村など5村が合併して宮前村が成立。有馬はその大字となる。
- 1938年（昭和13年） - 宮前村が川崎市に編入。川崎市有馬となる。
- 1940年（昭和15年） - 軍用地として一部が接収される。
- 1951年（昭和26年） - 解放された軍用地が宮崎となり、有馬から分離される。
- 1953年（昭和28年） - 多摩田園都市建設のための土地買収が始まる。
- 1966年（昭和41年） - 東急田園都市線が長津田まで開通。有馬の一部が鷺沼として分離される。
- 1972年（昭和47年） - 川崎市が政令指定都市に移行。当地は高津区有馬となる。
- 1974年（昭和49年） - 神奈川県立川崎北高等学校が開校。
- 1978年（昭和53年） - 一部で住居表示が実施され、高津区有馬一丁目～九丁目となる。
- 1978年（昭和53年） - 有馬川でコレラ菌が検出される[15]。
- 1982年（昭和57年） - 高津区から宮前区が分区。宮前区有馬ほかとなる。
- 1989年（平成元年） - 有馬の未実施地域全域で住居表示が実施され、東有馬一丁目～五丁目となる。
- 1997年（平成9年） - 宮前郵便局が開局。

## 世帯数と人口
2025年（令和7年）6月30日現在（川崎市発表）の世帯数と人口は以下の通りである。
| 丁目      | 世帯数     | 人口     |
| --------- | ---------- | -------- |
| 有馬1丁目 | 2,098世帯  | 4,192人  |
| 有馬2丁目 | 846世帯    | 1,841人  |
| 有馬3丁目 | 885世帯    | 1,878人  |
| 有馬4丁目 | 1,214世帯  | 2,519人  |
| 有馬5丁目 | 836世帯    | 1,793人  |
| 有馬6丁目 | 1,269世帯  | 2,757人  |
| 有馬7丁目 | 1,106世帯  | 2,789人  |
| 有馬8丁目 | 1,589世帯  | 3,078人  |
| 有馬9丁目 | 971世帯    | 1,927人  |
| 計        | 10,814世帯 | 22,774人 |

### 人口の変遷
国勢調査による人口の推移。
| 年                 | 人口   |
| ------------------ | ------ |
| 1995年（平成7年）  | 19,423 |
| 2000年（平成12年） | 20,226 |
| 2005年（平成17年） | 20,891 |
| 2010年（平成22年） | 21,823 |
| 2015年（平成27年） | 22,266 |
| 2020年（令和2年）  | 22,717 |

### 世帯数の変遷
国勢調査による世帯数の推移。
| 年                 | 世帯数 |
| ------------------ | ------ |
| 1995年（平成7年）  | 7,406  |
| 2000年（平成12年） | 7,951  |
| 2005年（平成17年） | 8,554  |
| 2010年（平成22年） | 9,306  |
| 2015年（平成27年） | 9,496  |
| 2020年（令和2年）  | 10,084 |

## 学区
市立小・中学校に通う場合、学区は以下の通りとなる（2022年4月時点）。
| 丁目      | 番・番地等                | 小学校               | 中学校             |
| --------- | ------------------------- | -------------------- | ------------------ |
| 有馬1丁目 | 全域                      | 川崎市立鷺沼小学校   | 川崎市立有馬中学校 |
| 有馬2丁目 | 全域                      | 川崎市立宮崎小学校   | 川崎市立宮崎中学校 |
| 有馬3丁目 | 1～21番 23〜24番 29番以降 | 川崎市立宮崎小学校   | 川崎市立宮崎中学校 |
| 有馬3丁目 | 22番 25～28番             | 川崎市立西有馬小学校 | 川崎市立有馬中学校 |
| 有馬4丁目 | 全域                      | 川崎市立西有馬小学校 | 川崎市立有馬中学校 |
| 有馬5丁目 | 全域                      | 川崎市立西有馬小学校 | 川崎市立有馬中学校 |
| 有馬6丁目 | 全域                      | 川崎市立西有馬小学校 | 川崎市立有馬中学校 |
| 有馬7丁目 | 全域                      | 川崎市立西有馬小学校 | 川崎市立有馬中学校 |
| 有馬8丁目 | 全域                      | 川崎市立西有馬小学校 | 川崎市立有馬中学校 |
| 有馬9丁目 | 全域                      | 川崎市立西有馬小学校 | 川崎市立有馬中学校 |

## 事業所
2021年（令和3年）現在の経済センサス調査による事業所数と従業員数は以下の通りである。
| 丁目      | 事業所数  | 従業員数 |
| --------- | --------- | -------- |
| 有馬1丁目 | 69事業所  | 504人    |
| 有馬2丁目 | 38事業所  | 576人    |
| 有馬3丁目 | 52事業所  | 605人    |
| 有馬4丁目 | 32事業所  | 895人    |
| 有馬5丁目 | 48事業所  | 474人    |
| 有馬6丁目 | 35事業所  | 362人    |
| 有馬7丁目 | 21事業所  | 220人    |
| 有馬8丁目 | 39事業所  | 184人    |
| 有馬9丁目 | 24事業所  | 137人    |
| 計        | 358事業所 | 3,957人  |

### 事業者数の変遷
経済センサスによる事業所数の推移。
| 年                 | 事業者数 |
| ------------------ | -------- |
| 2016年（平成28年） | 309      |
| 2021年（令和3年）  | 358      |

### 従業員数の変遷
経済センサスによる従業員数の推移。
| 年                 | 従業員数 |
| ------------------ | -------- |
| 2016年（平成28年） | 3,454    |
| 2021年（令和3年）  | 3,957    |

## 交通

### 鉄道
域内を通る鉄道はないが、至近に東急田園都市線の鷺沼駅が所在する。

### バス
鷺沼駅を起点として、センター南駅、東急バス東山田営業所、武蔵小杉駅、梶が谷駅など各方面を結ぶバスが当地を通過している。

### 道路
- 国道246号 - 矢倉沢往還におおむね沿っている。

## 施設
- 宮前郵便局（ゆうちょ銀行宮前店を併設）
- 川崎市消防局宮前消防署宮崎出張所
- 神奈川県立川崎北高等学校
- 川崎市立有馬中学校
- 川崎市立西有馬小学校

## その他

### 日本郵便
- 郵便番号 : 216-0003[3]（集配局 : 宮前郵便局[26]）

### 警察
町内の警察の管轄区域は以下の通りである。
| 丁目      | 番・番地等 | 警察署     | 交番・駐在所 |
| --------- | ---------- | ---------- | ------------ |
| 有馬1丁目 | 全域       | 宮前警察署 | 鷺沼駅前交番 |
| 有馬2丁目 | 全域       | 宮前警察署 | 鷺沼駅前交番 |
| 有馬3丁目 | 全域       | 宮前警察署 | 有馬交番     |
| 有馬4丁目 | 全域       | 宮前警察署 | 鷺沼駅前交番 |
| 有馬5丁目 | 全域       | 宮前警察署 | 有馬交番     |
| 有馬6丁目 | 全域       | 宮前警察署 | 有馬交番     |
| 有馬7丁目 | 全域       | 宮前警察署 | 有馬交番     |
| 有馬8丁目 | 全域       | 宮前警察署 | 鷺沼駅前交番 |
| 有馬9丁目 | 全域       | 宮前警察署 | 鷺沼駅前交番 |